# شوینگتسه وارتسکیه
شوینگتسه وارتسکیه (به لهستانی:  Świnice Warckie) یک روستا در لهستان است که در گمینا شوینگتسه وارتسکیه واقع شده‌است. شوینگتسه وارتسکیه ۹۲۰ نفر جمعیت دارد.